# Kherrata
Kherrata è un comune dell'Algeria, situato nella provincia di Béjaïa.